# Ёмкостная безэлектродная лампа
Ёмкостная безэлектродная лампа (газоразрядная лампа с внешними электродами) — безэлектродная газоразрядная лампа, в которой первичным источником света служит плазма, возникающая в результате ионизации газа высокочастотным электрическим полем. Для создания электрического поля баллон лампы с газом помещают между проводниками-электродами, расположенными снаружи баллона. Отсутствие прямого контакта электродов с газовой плазмой позволяет назвать лампу безэлектродной. Отсутствие металлических электродов внутри баллона с газом значительно увеличивает срок службы и улучшает стабильность параметров.
Английские названия — plasma lamp (плазменная лампа) или external electrode fluorescent lamp (EEFL, люминесцентная лампа с внешними электродами). Последнее название применяется лишь для ламп, покрытых люминофором.
Специфической разновидностью является декоративный светильник, известный как плазменная лампа.

## Принцип работы
Ёмкостная лампа состоит из:
- газоразрядной трубки, внутренняя поверхность которой может быть покрыта люминофором для получения видимого света;
- двух электродов (обкладок), между которых расположен баллон лампы;
- электронного генератора высокочастотного напряжения для запитки электродов;
- для уменьшения излучения высокочастотного поля конструкцию могут снабжать сетчатыми или сплошными проводящими экранами, что улучшает электромагнитную совместимость.

Электронный генератор вырабатывает высокочастотное напряжение, создающее переменное электрическое поле между электродами. При достижении напряженности электрического поля в газе, достаточной для электрического пробоя, газ превращается в низкотемпературную плазму. Так как плазма хорошо проводит электрический ток, в газовой полости лампы начинает выделяться энергия от протекания электрического тока и поддерживается устойчивый плазменный шнур.
Возбуждённые электрическим разрядом атомы газа, наполняющего полость лампы, излучают фотоны с длинами волн, характерными для атомов, наполняющего лампу газа (эмиссионные линии спектра). Обычно эти лампы наполняют смесью аргона с парами ртути. Аргон добавляют для облегчения зажигания лампы при низких температурах, когда давление паров ртути недостаточно для возникновения газового разряда. Атомы ртути в газовом разряде ярко излучают в эмиссионных линиях в невидимой глазом ультрафиолетовой части спектра. Если необходимо, ультрафиолетовое излучение атомов ртути преобразуется в видимое излучение посредством люминофора, нанесённого на внутреннюю поверхность стеклянной трубки лампы. Такие лампы можно отнести к люминесцентным лампам.
Многие лампы с внешними электродами не имеют люминофорного покрытия и излучают наружу только тот свет, который излучается ионизированным газом (плазмой). Такие лампы относятся к газосветным лампам.
Основное преимущество ламп с внешними электродами над газоразрядными лампами с электродами — длительный срок службы и высокая стабильность параметров. Это вызвано тем, что внутри лампы нет металлических деталей, способных разрушаться под ударами ионов и электронов и изменять состав газовой среды.

## Применение
Благодаря высокой стабильности параметров безэлектродные ртутные газоразрядные лампы применяются в качестве прецизионных источников ультрафиолетового излучения, например, в спектрометрии.
В последнее время плазменные[когда?] лампы с внешними электродами начали использоваться в качестве подсветки жидкокристаллических дисплеев телевизоров и компьютеров как альтернатива CCFL и светодиодам (LED).